# Habitatge al carrer del Pont, 35 (Manlleu)
L'habitatge del carrer del Pont, 35 és un edifici de Manlleu (Osona) inclòs a l'Inventari del Patrimoni Arquitectònic de Catalunya.

## Descripció
Es tracta d'un edifici de planta i dos pisos. La planta baixa sembla que ha estat modificada. Al primer pis s'hi obren quatre balconeres unides per un balcó amb barana de ferro forjat. Les dues obertures centrals, més petites que les dels extrems, queden unides per una llinda i brancals de pedra. Entremig hi ha una fornícula amb la Mare de Déu dels Àngels. Al segon pis hi ha tres obertures unides també per un balcó igual que el de la planta primera. Les tres obertures tenen la mateixa mida i es col·loquen simètricament sobre les del primer pis. Les llindes i brancals estan decorats amb esgrafiats.